# Club Deportivo Águila
El Club Deportivo Águila és un club salvadorenc de futbol de la ciutat de San Miguel.

## Història
El Club Deportivo Águila va ser fundat el 15 de febrer de 1926. El primer president fou Victor Vanegas. El club creà en primer lloc un equip de beisbol, apareixent més tard les seccions de futbol i basquetbol. Les seccions de futbol i beisbol no van tenir èxit i el club es dedicà exclusivament al bàsquet. L'any 1956 un grup de socis del club decidiren fer renéixer el club adoptant el mateix nom.

## Palmarès
- Lliga salvadorenca de futbol: 14
  - 1959, 1960-61, 1963-64, 1964, 1967-68, 1972, 1975-76, 1976-77, 1983, 1987-88, 1999 Apertura, 2000 Apertura, 2001 Clausura, 2006 Clausura

- Copa Presidente: 1
  - 2000

- Copa de Campions de la CONCACAF: 1
  - 1976